# Calenture
Calenture är ett musikalbum av The Triffids, utgivet i februari 1987. Mest kända låt från albumet är Bury Me Deep in Love. 2007 släppte Domino Records en remastrad utgåva med 12 bonusspår, mestadels demospår av albumets ursprungliga låtar.

## Låtlista
1. "Bury Me Deep in Love" - 4:05
2. "Kelly's Blues" - 4:34
3. "A Trick of the Light" - 3:51
4. "Hometown Farewell Kiss" - 4:34
5. "Unmade Love" - 4:02
6. "Open for You" - 3:08
7. "Holy Water" - 3:17
8. "Blinder by the Hour" - 4:25
9. "Vagabond Holes" - 3:57
10. "Jerdacuttup Man" - 4:42
11. "Calenture" - 1:13
12. "Save What You Can" - 4:32